# Rue de l'Èbre
 (décembre 2010).
Si vous disposez d'ouvrages ou d'articles de référence ou si vous connaissez des sites web de qualité traitant du thème abordé ici, merci de compléter l'article en donnant les références utiles à sa vérifiabilité et en les liant à la section « Notes et références ».

La rue de l’Èbre est une ancienne rue, aujourd'hui disparue créée au tournant des années 1850 dans la commune de Gentilly, dans la partie alors appelée le Petit-Gentilly, rattachée au 13e arrondissement de Paris en 1860.Elle fait partie de la même série de dénominations que pour d'autres noms de fleuves : rue de la Vistule, rue du Tage...

## Situation
Cette voie, la dernière avant le carrefour à 7 branches dénommé en 2002 « place Coluche », reliait la rue de la Santé à la rue de la Glacière à peu près au niveau du portail de l'actuelle église Saint-Albert-le-Grand. La rue de la glacière, début de la rue de l'Èbre était autrefois, avant 1967, beaucoup plus étroite et à double sens jusque vers 1952-1953.

## Origine du nom
La rue de l’Èbre portait le nom d’un fleuve espagnol, l’Èbre.

## Historique
La voie est ouverte sur une extension de la commune de Gentilly sous le nom de « petite rue Sainte-Anne ».
Cette rue est en montée continue depuis la rue de la glacière. Toute sa partie gauche est "religieuse" : d'abord une chapelle sous le vocable de la Sainte-Agonie dont un vitrail, posé dans les années 1920-25 et s'ouvrant à l'est sur la rue de la glacière, représente le Christ au jardin des Oliviers. Ce côté impair se termine par un bâtiment en "U" et abrite un Prieuré possédant une petite cour et donnant rue de la Santé, par une solide porte à judas, au numéro 125. Il existe aussi, face à la petite cour, un vaste porche à deux battants, rarement ouvert.
Vers 1860, le prieuré est occupé par une première communauté de religieuses : les sœurs franciscaines missionnaires de Marie. Durant une trentaine d'années, elles y exercent un apostolat auprès des enfants pour s'efforcer de leur inculquer des éléments de foi chrétienne. Notons que lors de leur installation et face au prieuré, le grand domaine qui borde la rue de la Santé prolongée devient peu à peu l'un des principaux hôpitaux psychiatriques du département de la Seine, inauguré en 1867 en gardant le nom d'origine : Sainte-Anne.
La première communauté de religieuse quitte le petit prieuré  pour s'installer avenue Reille sur un vaste terrain où des locaux neufs accueillent une école, un noviciat et une grande chapelle.
Une autre communauté, les sœurs de Béthanie, leur succèdent. Ce sont des religieuses infirmières. Elles ouvrent un petit dispensaire et se rendent aussi au domicile de la population laborieuse du quartier. Un peu plus tard, ces sœurs accueilleront les jeunes filles (catéchèse, animation du jeudi) rue Boutin dans un bâtiment de trois niveaux faisant aussi office de mini-salle des fêtes. Le prêtre responsable de la chapelle, titré «Administrateur», y réside au dernier étage. Tout naturellement, les habitants  nomment ces religieuses « les sœurs de la Sainte-Agonie » vocable de la petite chapelle édifiée vers 1865 pour desservir ce nouveau quartier de Paris. Ce n'est qu'une "chapelle paroissiale" dépendance de la paroisse Sainte-Anne de la Maison-Blanche dont la majestueuse église construite de 1894 à 1900, forme le coin des  rues de Tolbiac et Bobillot. Il n'y a donc pas un "curé-résident" mais un "Administrateur" dans ce qui est encore presque la campagne.
Une humble population ouvrière employée aux mégisseries et petites industries  habite des immeubles rue de la Glacière où des cours se prolongent jusqu'à la rivière de Bièvre ainsi que dans l'espace compris entre le boulevard Auguste-Blanqui et passage Victor-Marchand.
Vers 1920, la chapelle est surmontée d'un clocher à deux horloges opposées (côté nord et côté sud) où un carillon sonnera les quarts d'heure avec trois sons différents : un coup aux 15 minutes ; deux coups aux 30 minutes ; trois coups aux 45 minutes. Chaque heure, pendant la durée du jour, fera entendre l’Ave Maria de Lourdes qui rythme ainsi les horaires des travailleurs des environs. Lors de la construction en 1936-37, des immeubles aux façades de brique rouges du square André-Dreyer (Ex-Legrand-du-Saulle), rue Wurtz, les maçons chantent, à gorge déployée, le célèbre refrain des pèlerins lourdais.
Le côté pair de la courte rue commence, en rez-de-chaussée, par un débit de boissons formant le coin avec la rue de la glacière. Suivent de petits immeubles de rapport entourant une vaste cour, très certainement une ancienne ferme qui s'ouvre aussi par un portail sur cette rue. D'autres bâtiments bas (un atelier d'héliogravure jusqu'en 1963-64) précèdent le fameux "numéro 6". Ce dernier, originairement une petite ferme qui abritait les chèvres du jardin du Luxembourg, est agrandi de modernes extensions vers 1925-30 pour devenir le patronage des garçons, dénommé « l"Étoile de Montsouris » Un tout petit espace pour le basket-ball y est aménagé et d'endiablées parties de balle aux prisonniers ainsi que des parties de "drapeau", celles-ci dans la rue, occupent les jeudis après-midi avant le modeste goûter et la traditionnelle séance de cinéma. Durant une quinzaine d'années, le vicaire responsable des jeunes gars, l'abbé Alphonse GAY, successeur de l'abbé Ragouget, organise colonies de vacances, voyages à l'étranger et aussi des "grands jeux" qui mèneront les enfants , par équipes, jusqu'au boulevard Kellermann, les anciennes "fortifs" de M. Thiers. N'oublions pas les kermesses avec, parfois, un feu d'artifice…
Dans les années 57-58, l'abbé Gay est remplacé par un autre vicaire à la crinière rousse, l'abbé Varengot, dynamique lui aussi. Mais hélas, le successeur de ce prêtre, l'abbé R..., aura la triste mission de "liquider" les activités du patronage en vue de la démolition de tout ce pan de quartier connu sous le nom «d'îlot 13».
La rue de l’Èbre disparaît définitivement en 1967-1968 avec la destruction totale de toute construction entre la rue Boutin et le carrefour précité au début.